# Australazië op de Olympische Spelen
Australazië was het gecombineerde team van Australië en Nieuw-Zeeland dat op de Zomerspelen van 1908 en Zomerspelen van 1912 uitkwam met één team. Op de eerste spelen na de Eerste Wereldoorlog kwamen ze elk met een eigen team uit. Er werden twaalf medailles gewonnen.

## Medailles en deelnames
De twaalf medailles werden in vijf takken van sport gewonnen. Drie medailles werden door Nieuw-Zeelanders gewonnen. In 1908 won Harry Kerr een bronzen medaille op de 3500m snelwandelen en in 1912 won Malcolm Champion een gouden medaille op de 4x 200m vrije slag estafette en won Anthony Wilding een bronzen medaille bij het herenenkelspel bij het indoortennis. Twee Australische vrouwen wonnen een medaille, in 1912 won Fanny Durack goud en Mina Wylie zilver op de 100m vrije slag.
De tabel geeft een overzicht van de jaren waarin werd deelgenomen, het aantal gewonnen medailles en de plaats in het medailleklassement.
| Jaar   | Goud · | Zilver · | Brons · | Totaal | Rang |
| 1908   | 1      | 2        | 2       | 5      | 11   |
| 1912   | 2      | 2        | 3       | 7      | 12   |
| Totaal | 3      | 4        | 5       | 12     | -    |

| Jaar | Sport    | Discipline              | Medaille | Winnaar                                                            |
| ---- | -------- | ----------------------- | -------- | ------------------------------------------------------------------ |
| 1908 | Rugby    | Mannen                  | Goud     | Olympisch team                                                     |
| 1908 | Boksen   | Midengewicht            | Zilver   | Reginald Baker                                                     |
| 1908 | Zwemmen  | 400m vrije slag         | Zilver   | Frank Beaurepaire                                                  |
| 1908 | Atletiek | 3500m snelwandelen      | Brons    | Harry Kerr                                                         |
| 1908 | Zwemmen  | 1500m vrije slag        | Brons    | Frank Beaurepaire                                                  |
| 1912 | Zwemmen  | 100m vrije slag         | Goud     | Fanny Durack                                                       |
| 1912 | Zwemmen  | 4x 200m vrije slag      | Goud     | Cecil Healy / Harold Hardwick / Leslie Boardman / Malcolm Champion |
| 1912 | Zwemmen  | 100m vrije slag         | Zilver   | Cecil Healy                                                        |
| 1912 | Zwemmen  | 100m vrije slag         | Zilver   | Mina Wylie                                                         |
| 1912 | Tennis   | Heren enkelspel, indoor | Zilver   | Anthony Wilding                                                    |
| 1912 | Zwemmen  | 400m vrije slag         | Brons    | Harold Hardwick                                                    |
| 1912 | Zwemmen  | 1500m vrije slag        | Brons    | Harold Hardwick                                                    |

Afghanistan · Albanië · Algerije · Amerikaans-Samoa · Amerikaanse Maagdeneilanden · Andorra · Angola · Antigua en Barbuda · Argentinië · Armenië · Aruba · Australië · Azerbeidzjan · Bahama's · Bahrein · Bangladesh · Barbados · België · Belize · Benin · Bermuda · Bhutan · Bolivia · Bosnië en Herzegovina · Botswana · Brazilië · Britse Maagdeneilanden · Brunei · Bulgarije · Burkina Faso · Burundi · Cambodja · Canada · Centraal-Afrikaanse Republiek · Chili · China · Chinees Taipei · Colombia · Comoren · Congo-Brazzaville · Congo-Kinshasa · Cookeilanden · Costa Rica · Cuba · Cyprus · Denemarken · Djibouti · Dominica · Dominicaanse Republiek · Duitsland · Ecuador · Egypte · El Salvador · Equatoriaal-Guinea · Eritrea · Estland · Ethiopië · Fiji · Filipijnen · Finland · Frankrijk · Gabon · Gambia · Georgië · Ghana · Grenada · Griekenland · Groot-Brittannië · Guam · Guatemala · Guinee · Guinee-Bissau · Guyana · Haïti · Honduras · Hongarije · Hongkong · Ierland · IJsland · India · Indonesië · Irak · Iran · Israël · Italië · Ivoorkust · Jamaica · Japan · Jemen · Jordanië · Kaaimaneilanden · Kaapverdië · Kameroen · Kazachstan · Kenia · Kirgizië · Kiribati · Koeweit · Kosovo · Kroatië · Laos · Lesotho · Letland · Libanon · Liberia · Libië · Liechtenstein · Litouwen · Luxemburg · Madagaskar · Malawi · Malediven · Maleisië · Mali · Malta · Marokko · Marshalleilanden · Mauritanië · Mauritius · Mexico · Micronesië · Moldavië · Monaco · Mongolië · Montenegro · Mozambique · Myanmar · Namibië · Nauru · Nederland · Nepal · Nicaragua · Nieuw-Zeeland · Niger · Nigeria · Noord-Korea · Noord-Macedonië · Noorwegen · Oeganda · Oekraïne · Oezbekistan · Oman · Oost-Timor · Oostenrijk · Pakistan · Palau · Palestina · Panama · Papoea-Nieuw-Guinea · Paraguay · Peru · Polen · Portugal · Puerto Rico · Qatar · Roemenië · Rusland · Rwanda · Saint Kitts en Nevis · Saint Lucia · Saint Vincent en de Grenadines · Salomonseilanden · Samoa · San Marino · Saoedi-Arabië · Sao Tomé en Principe · Senegal · Servië · Seychellen · Sierra Leone · Singapore · Slovenië · Slowakije · Somalië · Spanje · Sri Lanka · Soedan · Suriname · Swaziland · Syrië · Tadzjikistan · Tanzania · Thailand · Togo · Tonga · Trinidad en Tobago · Tsjaad · Tsjechië · Tunesië · Turkije · Turkmenistan · Tuvalu · Uruguay · Vanuatu · Venezuela · Verenigde Arabische Emiraten · Verenigde Staten · Vietnam · Wit-Rusland · Zambia · Zimbabwe · Zuid-Afrika · Zuid-Korea · Zuid-Soedan · Zweden · Zwitserland
Historische landen: Bohemen · Bondsrepubliek Duitsland · Brits-Indië · Duitse Democratische Republiek · Joegoslavië · Malaya · Nederlandse Antillen · Noord-Borneo · Noord-Jemen · Saarland · Servië en Montenegro · Sovjet-Unie · Tsjecho-Slowakije · West-Indische Federatie · Zuid-Jemen
Bijzondere deelnames: Onafhankelijke olympische atleten · Vluchtelingenteam 
 Australazië · Duits Eenheidsteam · Gemengd team · Gezamenlijk Team